# Praia da Baleia (São Sebastião)
A Praia da Baleia localiza-se no município de São Sebastião, São Paulo, e tem cerca de 2,5km de extensão. A praia possui uma das maiores áreas de Mata Atlântica do litoral paulista e, apesar de ter abrigado um lixão no passado, suas águas são consideradas excelentes para banho. Uma pequena ilha à frente da praia, no formato de uma baleia, dá o nome ao local.
Uma associação de moradores cuida da conservação do local, contratando funcionários que cuidam da limpeza e segurança da região.